# Integrador social
L'integrador social, o integradora social, és una persona tècnica superior capacitada per la realització d'una intervenció directa en qualsevol grup social. Desenvolupa accions dirigides a prevenir i/o solucionar les situacions d'exclusió social, promovent la igualtat d'oportunitats i condicions de totes les persones i col·lectius, mitjançant intervencions especialitzades, estratègies socioeducatives i acompanyament.
Aquesta professional requereix de diverses habilitats per poder exercir correctament la seva tasca. Ha de tenir habilitats relacionades amb la comunicació i interpersonals, capacitat de realitzar escolta activa i resolució de conflictes, iniciativa, empatia i sensibilitat social, entre d'altres.
La persona integradora social treballa en xarxa amb altres professionals del sector, és a dir, amb un equip multidisciplinari, en el qual poden intervenir professionals de l'educació social, pedagogia, psicologia, professorat, etc. amb la finalitat de millorar les intervencions individualitzades. El treball en xarxa permet que cada membre aporti el seu punt de vista, des del seu àmbit professional, proporcionant diverses estratègies, recursos i eines, més adequades a la situació de cada persona atesa.

## Àmbits de treball
Els àmbits de treball de l'integrador social o integradora social poden ser varis, de vegades pertanyent a serveis socials, i els col·lectius són:
- Dones víctimes de violència de gènere.
- Tercera edat.
- Drogodependència.
- Persones amb diversitat funcional de tipologia física.
- Persones amb diversitat funcional de tipologia intel·lectual.
- Persones amb diversitat funcional de tipologia cognitiu.
- Persones sense llar (P.S.H)
- Infància i adolescents en risc d'exclusió social.
- Família i menors.
- Persones derivades i/o que romanen dins del sistema penitenciari.
- Minories ètniques i migrants.
- Aturats de llarga durada i/o persones amb dificultats per a la inserció laboral.

A més d'altres col·lectius en risc d'exclusió.

## Competències professionals
1. Elaborar projectes d'integració social aplicant la normativa legal vigent i incorporant la perspectiva de gènere.
2. Dirigir la implementació de projectes d'integració social coordinant les actuacions necessàries per dur-les a terme i supervisant la realització de les activitats amb criteris de qualitat.
3. Dur a terme actuacions administratives associades al desenvolupament del projecte, aplicant les tecnologies de la informació i la comunicació per gestionar la documentació generada.
4. Programar activitats d'integració social aplicant els recursos i estratègies metodològiques més adequades.
5. Dissenyar i implementar actuacions per prevenir la violència domèstica, avaluant el desenvolupament d'aquestes.
6. Dissenyar activitats d'atenció a les necessitats físiques i psicosocials en funció de les característiques dels usuaris i del context, controlant i avaluant el desenvolupament d'aquestes.
7. Organitzar les activitats de suport a la gestió domèstica en funció de les característiques de la unitat de convivència, controlant i avaluant el desenvolupament d'aquestes
8. Organitzar i implementar activitats de suport psicosocial tenint una actitud respectuosa amb la intimitat de les persones i avaluant el desenvolupament d'aquestes.
9. Organitzar i implementar activitats d'entrenament en habilitats d'autonomia personal i social, avaluant els resultats aconseguits.
10. Dissenyar i implementar activitats d'intervenció socioeducativa dirigides a l'alumnat amb necessitats educatives específiques col·laborant amb l'equip interdisciplinari.
11. Organitzar i implementar programes d'inserció laboral i ocupacional, avaluant el desenvolupament dels mateixos i el seu ajust a l'itinerari prefixat.
12. Entrenar en habilitats de comunicació fent ús de sistemes alternatius o augmentatius i motivant a les persones usuàries en la utilització d'aquests.
13. Realitzar tasques de mediació entre persones i grups aplicant tècniques participatives i de gestió de conflictes de forma eficient.
14. Aplicar protocols establerts en matèria de primers auxilis en situacions d'accident o emergència.
15. Realitzar el control i seguiment de la intervenció amb actitud autocrítica i aplicant criteris de qualitat i procediments de retroalimentació per corregir les desviacions detectades.
16. Mantenir relacions fluides amb els usuaris i les seves famílies, membres del grup de treball i altres professionals, mostrant habilitats socials i aportant solucions als conflictes que sorgeixin.
17. Adaptar-se a les noves situacions laborals, mantenint actualitzats els coneixements científics, tècnics i tecnològics relatius al seu entorn professional, gestionant la seva formació i els recursos existents en l'aprenentatge al llarg de la vida i utilitzant les tecnologies de la informació i la comunicació.
18. Resoldre situacions, problemes o contingències amb iniciativa i autonomia en l'àmbit de la seva competència, amb creativitat, innovació i esperit de millora en el treball personal i en el dels membres de l'equip.
19. Organitzar i coordinar equips de treball, supervisant el desenvolupament d'aquest, amb responsabilitat, mantenint relacions fluides i assumint el lideratge, així com, aportant solucions als conflictes grupals que es presenten.
20. Comunicar-se amb els seus iguals, superiors, clients i persones sota la seva responsabilitat utilitzant vies eficaces de comunicació, transmetent la informació o coneixements adequats, i respectant l'autonomia i competència de les persones que intervenen en l'àmbit del seu treball.
21. Generar entorns segurs en el desenvolupament del seu treball i el del seu equip, supervisant i aplicant els procediments de prevenció de riscos laborals i ambientals d'acord amb el que estableix per la normativa i els objectius de l'empresa.
22. Supervisar i aplicar procediments de gestió de qualitat, d'accessibilitat universal i de disseny per a tots, en les activitats professionals incloses en els processos de producció o prestació de serveis.
23. Realitzar la gestió bàsica per a la creació i funcionament d'una petita empresa i tenir iniciativa en la seva activitat professional amb sentit de la responsabilitat social.
24. Exercir els seus drets i complir amb les obligacions derivades de la seva activitat professional, d'acord amb el que estableix la legislació vigent, participant activament en la vida econòmica, social i cultural.

## Llocs de treball i funcions d'un integrador social
- Entitats privades: amb ànim de lucre o sense ànim de lucre (ONG, Fundacions i Associacions).
- Administracions públiques:
  - Regidories: Serveis Socials i Educació.
  - Conselleries: Educació, Benestar social i Serveis Socials.
  - Administració General de l'Estat: Integrador Social, Reinserció Social, Cos d'Ajudant d'Institucions Penitenciàries.
- Programes específics: atenent a diferents col·lectius:
  - Centres d'Internament i Institucions Penitenciàries.
  - Residències de Tercera Edat.
  - Centres de Salut Mental.
  - Centres de Serveis Socials.
  - Serveis d'Ajuda a domicili.
  - Centres d'acolliment (dones, menors...)
  - Centres d'Inserció Ocupacional i Professional. Altres Centres
  - Residencials (habitatges tutelats, pisos, drogodependència, residències de persones amb discapacitat…).

Les funcions que pot exercir un integrador social, depenen molt de la denominació d'entitat privada o de l'administració pública on es desenvolupi el treball. Les funcions o llocs de treball més rellevant poden ser els següents:
- Tècnic de Programes d'Ajuda a domicili.
- Tècnic de Programes de Prevenció i Inserció Social.
- Tècnic d'Inserció Ocupacional.
- Educador d'Equipaments Residencials de divers tipus.
- Educador de Discapacitats físics, psíquics i sensorials.
- Tècnic de Mobilitat Bàsica.
- Preparador laboral.